# 계산화학
계산화학 또는 컴퓨터 화학(Computational Chemistry)이란 계산으로 이론화학의 문제를 다루는 화학의 분야 중 하나이다. 복잡계인 화학 문제는 컴퓨터의 힘을 이용하여야만 풀 수 있는 문제가 많다. 컴퓨터를 이용한 경우 전산화학이라 불리기도 한다. 컴퓨터 화학은 분자나 원자, 또는 원자 구성 입자들을 나타내는 수학 방정식의 컴퓨터 조작을 통해 이들 입자의 행동을 연구하는 학문이다.
최근의 컴퓨터 처리능력 발달에 의해 실험, 이론과 어깨를 나란히 하는 제 3의 연구 수단이 될 정도로 발전하였다. 주로 다음과 같은 수법을 이용해 화학 문제를 다룬다.
- 분자궤도함수 이론 (MO : Molecular Orbital)
- 분자동역학 (MD : Molecular Dynamics)
- 몬테카를로 방법 (MC : Monte Carlo)
- 분자역학 (MM : Molecular Mechanics)
- 밀도범함수이론 (DFT : Density Functional Theory)

## 참고 문헌
- Jensen, F. Introduction to Computational Chemistry; John Wiley & Sons: Chichester, 1999. ISBN 0-471-98055.
- Cramer, C. J. Essentials of Computational Chemistry; John Wiley & Sons: Chichester, 2005; Second Edition. ISBN 0-470-09181-9.
- Szabo, A., Ostlund, N. S. Modern Quantum Chemistry: Introduction to Advanced Electronic Structure Theory; Dover, 1989; ISBN 0-486-69186-1.

## 같이 보기
- 구조화학
- 양자화학